# Jadwiga Zaleska-Mazurowska
Jadwiga Zaleska-Mazurowska (ur. 21 lutego 1879 w Oksaninie na Ukrainie, zm. 6 sierpnia 1944 w Warszawie) – polska pianistka.

## Życiorys
Urodziła się w rejonie humańskim jako córka Ameli Witanowskiej i Feliksa Iwanowskiego. Miała pięcioro rodzeństwa: Zofię Płoszko-Ossendowską, Marię Chrzanowską, Tadeusza Iwanowskiego, Elżbietę Wolfke i Zygmunta Iwanowskiego.
Ukończyła gimnazjum w Kaliszu, a następnie studiowała u Aleksandra Michałowskiego w konserwatorium warszawskim. Po jego ukończeniu w 1888 wyszła za mąż za chemika Stanisława Zaleskiego, udając się wraz z nim do Tomska, gdzie Zaleski otrzymał katedrę uniwersytecką. Często występowała również w duecie z miłośnikiem muzyki, rektorem Uniwersytetu Mikołajem Gezechusem. Przez pewien czas przewodniczyła lokalnemu oddziałowi Cesarskiego Rosyjskiego Towarzystwa Muzycznego.
W 1894 rodzina przeprowadziła się do Petersburga. W 1910 wraz ze swą siostrą skrzypaczką Zofią Ossendowską dała 2 koncerty w londyńskim Bechstein Hall. W 1911 rozwiodła się i wyszła za malarza Wiktora Mazurowskiego. 
Po wybuchu rewolucji październikowej uciekła do Władywostoku, a po zajęciu go przez rewolucjonistów wyjechała do Europy przez Azję dając koncerty w ponad 80 miastach Japonii oraz w 208 miastach Chin, Indii i innych krajach Azji Południowo-Wschodniej.
Od ok. 1928 mieszkała w Warszawie przy ulicy Filtrowej 83. Zginęła w czasie pacyfikacji Ochoty w powstaniu warszawskim.